# Искадар (река)
Искадар (тадж. Искодар) — река протекающая по территории Айнинского района Согдийской области Таджикистана. Правый приток реки Зеравшан впадающий в него в 677 км от устья. Берёт начало на южных склонах Туркестанского хребта в 1 км на юге от перевала Искадар. В устьевой части пересекает северо-западную часть одноимённого посёлка.
Длина — 10 км. Площадь водосбора — 35,5 км². Количество рек протяжённостью менее 10 км расположенных в бассейне Искадар — 1, их общая длина составляет 2 км.